# Куррал-даш-Фрейраш
Куррал-даш-Фрейраш (порт. Curral das Freiras) — район (фрегезия) в Португалии, входит в округ Мадейра. Расположен на острове Мадейра. Является составной частью муниципалитета Камара-де-Лобуш. Население составляет 1673 человека на 2001 год. Занимает площадь 25,07 км².
Покровителем района считается Дева Мария (порт. Nossa Senhora do Livramento).

## История

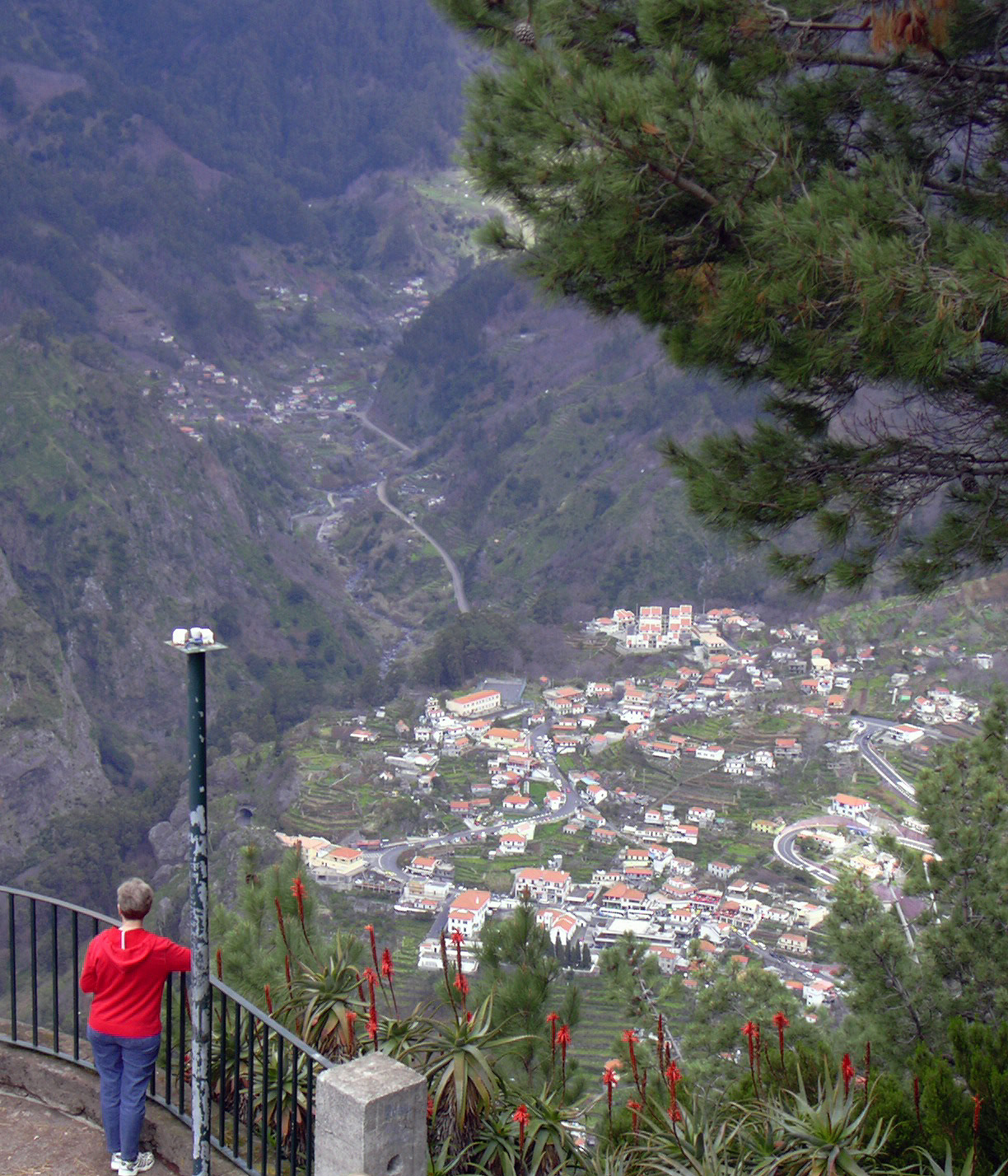

Район основан в 1492 году.